# サンセットヒルズカントリークラブ
サンセットヒルズカントリークラブ（Sunset Hills Country Club）は、愛媛県松山市庄にあるゴルフ場である。

## 概要
1993年に新和観光産業が開設した。当初の用地160ha、27ホールを愛媛県のゴルフ場総量規制によって142ha、18ホールに縮小し、総事業費125億円を投じて開発された。
2003年4月7日に運営会社の親和観光産業が松山地方裁判所に特別清算を申請。サンセットヒルズカントリークラブは同年4月2日に親和観光産業の子会社に営業譲渡された。2004年には今治造船グループが経営を引き受けている。
コースは丘陵コースである。瀬戸内コースは瀬戸内海を一望できる景色に恵まれ、高縄コースは高縄山を借景とした森深いコースとなっている。

## コース情報
- 開場日 - 1993年5月29日
- 設計者 - 鈴木正一・安達建設株式会社
- 面積 - 142万m2
- コースタイプ - 丘陵コース
- コース - 18Ｈ、パー72、6,932yard、コースレート:72.5
- グリーン - ベント2グリーン
- 練習場 - 100ヤード、18打席
- 休場日 - 定休日なし

## クラブ情報
- ハウス面積 - 3360平方メートル
- ハウス設計 - 観光企画設計者
- ハウス施工 - 清水建設・五洋建設

## 交通アクセス
- JR四国松山駅よりタクシーで約30分。